# Adolfo Bioy Casares

Adolfo Bioy Casares (1942)

Adolfo Bioy Casares (* 15. September 1914 in Buenos Aires; † 8. März 1999 ebenda) war ein argentinischer Schriftsteller.

## Leben
Adolfo Bioy Casares, der Sohn von Adolfo Bioy Domecq und Marta Ignacia Casares Lynch, entstammte einer vermögenden Familie, die auf den erfolgreichen irischen Auswanderer Patrick Lynch zurückging und zu deren Mitgliedern auch ein chilenischer Marineadmiral, der argentinische Schriftsteller Benito Lynch und der Revolutionär Che Guevara gehörten. Bereits mit elf Jahren schrieb er seine erste Geschichte, Iris und Margarita. Er sprach früh neben Spanisch auch Französisch, Englisch und Deutsch; die Studien an der Universität – Jura, Philosophie und Literatur – langweilten ihn, und er erwarb keinen Abschluss.
Er war ein Freund von Jorge Luis Borges, den er 1932 bei Victoria Ocampo kennenlernte und mit dem er gemeinsam unter den Pseudonym H. Bustos Domecq oder B. Suarez Lynch viele Werke verfasste. Zwei Jahre später traf er bei Ocampo deren ebenfalls schreibende Schwester Silvina Ocampo, die er 1940 heiratete. Das Paar selbst blieb kinderlos, adoptierte aber 1954 Marta, eine Tochter von Bioy Casares aus einer anderen Beziehung. Marta starb 1994 bei einem Autounfall, kurz nachdem ihre Adoptivmutter Silvina Ocampo gestorben war. Das Erbe der Eheleute wurde später von einem Gericht einem weiteren unehelichen Kind – Fabián Bioy – zugesprochen, als dieser selbst bereits im Alter von 40 Jahren gestorben war.
Im Unterschied zu anderen argentinischen Schriftstellern sah sich Bioy Casares in den Jahren der Militärdiktatur nicht gezwungen, sein Land zu verlassen.

## Werk
Zu den herausragenden und auch international immer wieder aufgelegten Büchern des Autors gehört La invención de Morel (1940, dt. Morels Erfindung). In dem schmalen Roman wird erzählt, wie ein Mann auf der Flucht vor der Justiz auf eine abgelegene Insel gerät, deren Bewohner immer wieder die gleichen Abläufe einer Woche wiederholen. Es stellt sich heraus, dass sie in Wirklichkeit Aufzeichnungen sind, dreidimensionale, von der Wirklichkeit ununterscheidbare Imitationen, die von Morels Erfindung erzeugt werden. Das Buch nimmt Motive der Virtualität voraus und gilt als eines der ersten Beispiele einer genuin südamerikanischen Science-Fiction. Morels Erfindung soll den Film Letztes Jahr in Marienbad (1961) beeinflusst haben; der Verfasser des Drehbuchs, Alain Robbe-Grillet, hat Ähnlichkeiten zwischen den Werken anerkannt.
In El sueño de los héroes (1954, dt. Der Traum der Helden) beschreibt Bioy Casares eine ausufernde Karnevalsfeier, die mehrere Tage dauert und den Protagonisten danach mit der beunruhigenden Vorstellung weiterleben lässt, er sei im Laufe von trunkenen Feindseligkeiten erstochen worden. Erst als er Jahre später mit seinen Kumpanen wieder um die Häuser zieht, erfüllt sich sein Schicksal, und er kommt bei einer Messerstecherei um. Das Motiv der sich selbst erfüllenden Prophezeiung (auch im Werk seines Freundes Jorge Luis Borges häufig anzutreffen) verschränkt sich in dem Buch mit einem tief sitzenden Zweifel an dem, was Realität sei.
Ebenfalls um Identität und Wirklichkeit geht es in dem Roman Dormir al Sol (1973, dt. Schlaf in der Sonne), worin ein von den Launen seiner Frau genervter und von ihrem immer unberechenbarer werdenden Wesen irritierter Mann sich von einem Bekannten überreden lässt, die Dame seines Herzens in psychiatrische Behandlung zu überstellen. Die als geheilt zurückgekehrte Frau ist sanft und rücksichtsvoll, doch der Mann stellt fest, dass es sich nicht mehr um die Person handelt, die er geliebt hat. Man hat ihre Seele ausgetauscht. Diese Erkenntnis stürzt ihn in eine Krise: Wen genau hat er geliebt? Und hat er seine Frau genug und „richtig“ geliebt?

## Rezeption
David P. Gallagher (Lektor für lateinamerikanische Literatur an der University of Oxford 1968–1974) schrieb in einem Artikel von 1972, dass das Werk von Bioy Casares nicht die hervorragende Stelle erhalten habe, die es in der lateinamerikanischen Literatur verdiene. Es habe vielleicht unter der Assoziierung mit Borges gelitten: „Es wurde vermutet, dass Bioy bloss ein glorifizierter Handlanger sei oder sein Werk eine unbedeutende Nachahmung von Borges“. Es sei jedoch offen, ob Borges Bioy Casares oder Bioy Casares Borges beeinflusst habe. Gallagher hält abschließend eine zunehmende Anerkennung des Werks fest und es könne sein, „dass dieser Mann, der aus Bescheidenheit immer abgelehnt hat, Reklame für sich selber zu machen, zu guter Letzt dennoch angemessen gewürdigt wird“.
Der deutsche Science-Fiction-Schriftsteller und -Publizist Karsten Kruschel schrieb anlässlich einer Neuausgabe von Morels Erfindung, es sei „denn doch ein starkes Stück“, dass Adolfo Bioy Casares schon 1940 über Virtualität nachgedacht habe, „zumal einige seiner Schlußfolgerungen denjenigen nah verwandt scheinen, die Stanislaw Lem aufwarf, als er 1964 „Summa Technologiae“ veröffentlichte...“ Aus ähnlich gelagerten Geschichten der SF hebe den Roman heraus, dass er zudem „ein Gleichnis auf die Existenz des Verfolgten“ sei, „der sich in seiner Bedrohung in ein anderes Dasein hinübersehnt, eines, in das ihm seine Verfolger nicht folgen können, wie auch immer es aussehen mag.“

### Preise und Auszeichnungen
Unter seinen Preisen und Auszeichnungen sind der Große Ehrenpreis der SADE (Argentinische Schriftstellervereinigung) 1975, die französische Ehrenlegion 1981, der Titel Berühmter Bürger von Buenos Aires 1986, der Premio Mondello 1984 und der Cervantespreis 1990 (überreicht 1991 in Alcalá de Henares). Bioy Casares ist auf dem Friedhof La Recoleta in Buenos Aires begraben.

## Werke
Romane
- Morels Erfindung (1940 im Original: La invención de Morel) ISBN 3-518-41426-7
- Fluchtplan (1945 im Original: Plan de evasión) ISBN 3-518-06878-4
- Der Traum der Helden (1954 im Original: El sueño de los héroes) ISBN 3-518-02534-1
- Tagebuch des Schweinekriegs (1969 im Original: Diario de la guerra del cerdo) ISBN 3-518-36969-5
- Schlaf in der Sonne (dt. 1976; 1973 im Original: Dormir al Sol) ISBN 3-518-02535-X
- Abenteuer eines Fotografen in La Plata (1985 im Original: La aventura de un fotógrafo en La Plata) ISBN 3-518-22188-4
- Ein schwankender Champion (1993 im Original: Un campeón desparejo) ISBN 3-518-22258-9

Erzählungen/Kurzgeschichten
- Prólogo (1929)
- 17 disparos contra el porvenir (1933)
- La estatua casera (1936)
- Luis Greve, muerto (1937)
- La trama celeste (1948)
- Las vísperas de Fausto (1949)
- Historia prodigiosa (1956)
- Guirnalda con amores (1959)
- El lado de la sombra (1962)
- El gran serafín (1967)
- Liebesgeschichten (1972 im Original: Historias de amor) ISBN 3-518-38201-2
- Die fremde Dienerin (1972 im Original: Historias fantásticas) ISBN 3-518-37462-1
- El héroe de las mujeres (1978)
- Historias desaforadas (1986)
  - Einzelerz., Übers. José Antonio Friedl Zapata: Flucht nach Carmelo. (1986) In: Ein neuer Name, ein fremdes Gesicht. 26 Erzählungen aus Lateinamerika. Hg. wie Übers. Sammlung Luchterhand, 834. Neuwied, 1987, 1989, S. 29–38

Briefe
- En viaje (1996), Briefe an Silvina

Werke in Zusammenarbeit mit Jorge Luis Borges
- Sechs Aufgaben für Don Isidro Parodi (1942 im Original: Seis problemas para don Isidro Parodi)
- Dos fantasías memorables (1946)
- Mord nach Modell (1946 im Original: Un modelo para la muerte) ISBN 3-596-10595-1
- Chroniken von Bustos Domecq (1967 im Original: Crónicas de Bustos Domecq)
- Das Buch von Himmel und Hölle (1960 im Original: Libro del cielo y del infierno) ISBN 3-596-10587-0
- Neue Geschichten von Bustos Domecq (1977 im Original: Nuevos cuentos de Bustos Domecq)

Dos fantasías memorables und Mord nach Modell waren ursprünglich auf eigene Kosten in einer Auflage von 300 Stück gedruckt worden. Erste kommerzielle Auflagen gab es 1970.
Werke in Zusammenarbeit mit Silvina Ocampo
- Der Hass der Liebenden (1946 im Original: Los que aman, odian)